# Грабкув (Конецький повіт)
Ґрабкув (пол. Grabków) — село в Польщі, у гміні Конське Конецького повіту Свентокшиського воєводства.
Населення — 106 осіб (2011).
У 1975-1998 роках село належало до Келецького воєводства.

## Демографія
Демографічна структура на день 31 березня 2011 року:
|          | Загалом | Допрацездатний вік | Працездатний вік | Постпрацездатний вік |
| -------- | ------- | ------------------ | ---------------- | -------------------- |
| Чоловіки | 56      | 9                  | 45               | 2                    |
| Жінки    | 50      | 12                 | 32               | 6                    |
| Разом    | 106     | 21                 | 77               | 8                    |